# 1 000 kilomètres de Fuji 1999
Navigation
Édition précédente Édition suivante
Les 1 000 kilomètres de Fuji 1999 sont une épreuve unique organisée le 7 novembre 1999 sur le Fuji Speedway situé à côté du Mont Fuji. La course a été remportée par l'écurie Nissan Motorsports et par les pilotes Érik Comas, Satoshi Motoyama et Masami Kageyama sur une Nissan R391.

## Contexte
Dans les années 1990, plusieurs constructeurs automobiles et compétiteurs japonais participent aux 24 Heures du Mans. L'Automobile Club de l'Ouest souhaite mettre en place un championnat asiatique sur l'exemple des American Le Mans Series qui débutent en 1999. Cette course devait être une expérience comme l'était la course du Petit Le Mans en 1998 pour lancer les années suivantes ce nouveau championnat. L'invitation faite aux Super GT japonaises n'a pas permis de lancer une compétition pérenne.

## Le circuit
Le Fuji Speedway est alors un circuit de 4 400 mètres situé au pied du Mont Fuji, dans le bourg d'Oyama.

## Résultats
Voici le classement officiel au terme de la course.
- Les vainqueurs de chaque catégorie sont signalés par un fond jauni.
- Pour la colonne Pneus, il faut passer le curseur au-dessus du modèle pour connaître le manufacturier de pneumatiques.

| Pos    | Cat   | N° | Équipe                               | Pilotes                                                  | Châssis                           | Pneus | Tours |
| Pos    | Cat   | N° | Équipe                               | Pilotes                                                  | Moteur                            | Pneus | Tours |
| ------ | ----- | -- | ------------------------------------ | -------------------------------------------------------- | --------------------------------- | ----- | ----- |
| 1      | LMP   | 23 | Nissan Motorsports                   | Érik Comas Satoshi Motoyama Masami Kageyama              | Nissan R391                       | B     | 228   |
| 1      | LMP   | 23 | Nissan Motorsports                   | Érik Comas Satoshi Motoyama Masami Kageyama              | Nissan VRH50A (ja) 5.0 L V8       | B     | 228   |
| 2      | LMGTP | 1  | Toyota Motorsport Toyota Team Europe | Ukyo Katayama Toshio Suzuki Keiichi Tsuchiya             | Toyota TS020                      | M     | 227   |
| 2      | LMGTP | 1  | Toyota Motorsport Toyota Team Europe | Ukyo Katayama Toshio Suzuki Keiichi Tsuchiya             | Toyota R36V 3.6 L Turbo V8        | M     | 227   |
| 3      | LMP   | 61 | Team Goh Dome Co. Ltd.               | Hiroki Katou Juichi Wakisaka                             | Dome-BMW V12 LM                   | M     | 222   |
| 3      | LMP   | 61 | Team Goh Dome Co. Ltd.               | Hiroki Katou Juichi Wakisaka                             | BMW S70 6.0 L V12                 | M     | 222   |
| 4      | GT500 | 35 | Matsumoto-Kiyoshi Team Tom's         | Pierre-Henri Raphanel Shinichi Yamaji Takeshi Tsuchiya   | Toyota Supra                      | M     | 211   |
| 4      | GT500 | 35 | Matsumoto-Kiyoshi Team Tom's         | Pierre-Henri Raphanel Shinichi Yamaji Takeshi Tsuchiya   | Toyota 3S-GTE (en) 2.1 L Turbo I4 | M     | 211   |
| 5      | GT500 | 6  | Team LeMans                          | Hideki Noda Wayne Gardner                                | Toyota Supra                      | B     | 209   |
| 5      | GT500 | 6  | Team LeMans                          | Hideki Noda Wayne Gardner                                | Toyota 3S-GTE (en) 2.1 L Turbo I4 | B     | 209   |
| 6      | GT500 | 32 | cmda One Toyota Team Cerumo          | Takayuki Kinoshita Masahiko Kondo Hironori Takeuchi (en) | Toyota Supra                      | B     | 208   |
| 6      | GT500 | 32 | cmda One Toyota Team Cerumo          | Takayuki Kinoshita Masahiko Kondo Hironori Takeuchi (en) | Toyota 3S-GTE (en) 2.1 L Turbo I4 | B     | 208   |
| 7      | GTS   | 60 | Team Goh Chamberlain Engineering     | Seiji Ara Hideki Okada                                   | Chrysler Viper GTS-R              | M     | 203   |
| 7      | GTS   | 60 | Team Goh Chamberlain Engineering     | Seiji Ara Hideki Okada                                   | Chrysler 8.0 L V10                | M     | 203   |
| 8      | GT500 | 11 | Endless Sports                       | Takao Wada Mitsuhiro Kinoshita Yasushi Kikuchi           | Nissan Skyline GT-R               | Y     | 200   |
| 8      | GT500 | 11 | Endless Sports                       | Takao Wada Mitsuhiro Kinoshita Yasushi Kikuchi           | Nissan RB26DETT 2.8 L Turbo I6    | Y     | 200   |
| 9      | GTS   | 16 | Freisinger Motorsport                | Ernst Palmberger Yukihiro Hane                           | Porsche 911 GT2                   | D     | 198   |
| 9      | GTS   | 16 | Freisinger Motorsport                | Ernst Palmberger Yukihiro Hane                           | Porsche 3.6 L Turbo Flat-6        | D     | 198   |
| 10     | GT    | 81 | Team Taisan Advan                    | Hideshi Matsuda (ja) Dominik Schwager                    | Porsche 911 GT3-R                 | Y     | 197   |
| 10     | GT    | 81 | Team Taisan Advan                    | Hideshi Matsuda (ja) Dominik Schwager                    | Porsche 3.6 L Flat-6              | Y     | 197   |
| 11     | GTS   | 69 | Proton Competition                   | Gerold Ried Christian Ried Manfred Jurasz                | Porsche 911 GT2                   | Y     | 185   |
| 11     | GTS   | 69 | Proton Competition                   | Gerold Ried Christian Ried Manfred Jurasz                | Porsche 3.6 L Turbo Flat-6        | Y     | 185   |
| 12     | GTS   | 15 | Freisinger Motorsport                | Wolfgang Kaufmann Bob Wollek                             | Porsche 911 GT2                   | D     | 180   |
| 12     | GTS   | 15 | Freisinger Motorsport                | Wolfgang Kaufmann Bob Wollek                             | Porsche 3.6 L Turbo Flat-6        | D     | 180   |
| 13     | GT300 | 91 | 910 Racing                           | Masamitsu Ishihara Keiichi Takahashi Tomohiko Sunako     | Porsche 911 3.8 RSR               | Y     | 178   |
| 13     | GT300 | 91 | 910 Racing                           | Masamitsu Ishihara Keiichi Takahashi Tomohiko Sunako     | Porsche 3.8 L Flat-6              | Y     | 178   |
| 14     | GT    | 65 | Roock Sport System Japan             | Manabu Orido Takashi Suzuki Tomiko Yoshikawa             | Porsche 911 3.8 RSR               | Y     | 176   |
| 14     | GT    | 65 | Roock Sport System Japan             | Manabu Orido Takashi Suzuki Tomiko Yoshikawa             | Porsche 3.8 L Flat-6              | Y     | 176   |
| 15     | GT    | 17 | Freisinger Motorsport                | Katsunori Iketani Hiroyuki Nodi                          | Porsche 911 GT2                   | D     | 167   |
| 15     | GT    | 17 | Freisinger Motorsport                | Katsunori Iketani Hiroyuki Nodi                          | Porsche 3.6 L Turbo Flat-6        | D     | 167   |
| 16 NC  | GT300 | 70 | Team Gaikokuya                       | Yoshimi Ishibashi Patrick van Schoote Jun Harada         | Porsche 911 GT2                   | Y     | 157   |
| 16 NC  | GT300 | 70 | Team Gaikokuya                       | Yoshimi Ishibashi Patrick van Schoote Jun Harada         | Porsche 3.6 L Turbo Flat-6        | Y     | 157   |
| 17 NC  | GT    | 80 | Team Taisan Advan                    | Eiichi Tajima Hiroaki Suga Morio Nitta                   | Porsche 911 3.8 RSR               | Y     | 155   |
| 17 NC  | GT    | 80 | Team Taisan Advan                    | Eiichi Tajima Hiroaki Suga Morio Nitta                   | Porsche 3.8 L Flat-6              | Y     | 155   |
| 18 NC  | GT500 | 28 | Tomei Sport                          | Kazuyuki Nishizawa Takuya Kurosawa Peter Dumbreck        | Porsche 911 3.8 RSR               | Y     | 115   |
| 18 NC  | GT500 | 28 | Tomei Sport                          | Kazuyuki Nishizawa Takuya Kurosawa Peter Dumbreck        | Porsche 3.8 L Flat-6              | Y     | 115   |
| 19 DNF | LMP   | 24 | Autoexe Motorsports                  | Yojiro Terada Keichi Satou Franck Fréon                  | Autoexe LMP99                     | Y     | 158   |
| 19 DNF | LMP   | 24 | Autoexe Motorsports                  | Yojiro Terada Keichi Satou Franck Fréon                  | Ford (Roush) 6.0 L V8             | Y     | 158   |
| 20 DNF | LMGTP | 21 | Hitotsuyama Racing                   | Akira Iida Yasushi Hitotsuyama Mikio Hitotsuyama         | McLaren F1 GTR                    | D     | 147   |
| 20 DNF | LMGTP | 21 | Hitotsuyama Racing                   | Akira Iida Yasushi Hitotsuyama Mikio Hitotsuyama         | BMW S70 6.0 L V12                 | D     | 147   |
| 21 DNF | GTS   | 10 | Ability Motorsports                  | Hidehiko Asou Yasutaka Hinoi Atsushi Yogou               | Porsche 911 GT2                   | Y     | 74    |
| 21 DNF | GTS   | 10 | Ability Motorsports                  | Hidehiko Asou Yasutaka Hinoi Atsushi Yogou               | Porsche 3.6 L Turbo Flat-6        | Y     | 74    |
| 22 DNF | GTS   | 56 | Chamberlain Engineering              | Vincent Vosse Xavier Pompidou                            | Chrysler Viper GTS-R              | M     | 40    |
| 22 DNF | GTS   | 56 | Chamberlain Engineering              | Vincent Vosse Xavier Pompidou                            | Chrysler 8.0 L V10                | M     | 40    |
| 23 DNF | GTS   | 64 | Roock Racing System Japan            | Hisashi Wada (ja) Stéphane Ortelli                       | Porsche 911 GT2                   | Y     | 40    |
| 23 DNF | GTS   | 64 | Roock Racing System Japan            | Hisashi Wada (ja) Stéphane Ortelli                       | Porsche 3.6 L Turbo Flat-6        | Y     | 40    |

## Statistiques
- Pole position : no 1 - Toyota Motorsport en 1 min 16 s 349
- Meilleur tour en course : no 1 - Toyota Motorsport en 1 min 18 s 806
- Vitesse moyenne : 180,792 km/h

## Après la course
Malgré une course très disputée entre les constructeurs Nissan et Toyota, l'évènement n'a pas été un grand succès.